# مارتینا مولر (بازیکن فوتبال)
مارتینا مولر (آلمانی: Martina Müller)؛ زادهٔ ۱۸ آوریل ۱۹۸۰) یک بازیکن فوتبال در پست مهاجم اهل آلمان است.

## باشگاهی
از باشگاه‌هایی که در آن بازی کرده‌است می‌توان به وولفسبورگ اشاره کرد.

## تیم ملی
وی همچنین در تیم ملی فوتبال زنان آلمان بازی کرده است.